# Modern Baseball
Modern Baseball ist eine 2011 gegründete US-amerikanische Pop-Punk-Band aus Philadelphia, Pennsylvania.

## Geschichte
Die Gründer Brendan Lukens und Jake Ewald spielten bereits zu ihrer Highschool-Zeit in Brunswick, Maryland als Duo Musik. Nachdem beide nach Philadelphia, Pennsylvania umgezogen waren, um zu studieren, gründeten sie die Band Modern Baseball. Den Namen wählten sie anhand des Buches Modern Baseball Techniques, welches im Besitz von Ewalds Vater war.
Erste Konzerte spielte Modern Baseball in Wohnzimmern im Umkreis der Drexel University in Philadelphia. Auch spielte man zusammen mit der zu dieser Zeit noch unbekannten Gruppe The Menzingers. Das Debütalbum Sports, welches im Aufnahmestudio an der Drexel University aufgenommen wurde, erschien im Jahr 2012 über der Independent-Plattenfirma Run for Cover Records. Während der Aufnahmen des Debütalbums stießen mit Sean Huber und Ian Farmer sowohl ein Schlagzeuger als auch ein Bassist zu den beiden. You're Gonna Miss It All, das zweite Album der Band, welches zwei Jahre später folgte, stieg auf Platz 97 in den US-Charts ein. Auch das dritte Album Holy Ghost, das 2016 veröffentlicht wurde, schaffte den Sprung in die Albumcharts.
In den Jahren 2014 und 2015 erhielt die Band drei Nominierungen bei den Alternative Press Music Awards. Im Oktober 2017 gab die Band bekannt, dass sie auf unbestimmte Zeit keine Shows mehr spielen werden.

## Stil
Die Musik von Modern Baseball kann als Pop-Punk beschrieben werden, wobei auch Einflüsse aus dem Emo, Indie-Rock, Powerpop und sogar Folk-Punk heraushörbar sind.

## Diskografie
- 2011: The Nameless Ranger (EP, Lame-O Records)
- 2012: Couples Therapy (EP, Lame-O Records)
- 2012: Sports (Album, Run for Cover Records)
- 2013: Split mit The Hundred Acre Wood (Lame-O Records)
- 2014: You're Gonna Miss It All (Album, Run for Cover Records)
- 2014: Techniques (Kompilation, Lame-O Records)
- 2015: MoBo Presents: The Perfect Cast (EP, Lame-O Records)
- 2016: Holy Ghost (Album, Run for Cover Records)